# Fushë-Muhurr
Fushë-Muhurr é uma comuna (em albanês:  komuna) da Albânia localizada no distrito de Dibër, prefeitura de Dibër.